# 鄭紹忠
鄭紹忠（1834年—1896年），原名鄭金，綽號“大口金”，字參泉，清代廣東廣州府三水縣人，清朝廣東水師將領。

## 生平
本籍广州府三水县大旗头村（今属佛山市三水区乐平镇），年長時經同鄉介紹到南海縣佛山鎮（今佛山市襌城區）的一家米店做舂米工人。他善於武藝，但在某次比武間打死了對手，畏罪回鄉。正好當時他的表哥陳金釭組織全胜堂，正策劃反清運動，於是便加入。咸豐四年（1854年），陳正式起義，於是他便和起義軍一起征戰粵北、廣西、湖南等地，立下了不少戰功，但他品質惡劣，在軍中驕橫跋扈，排斥異己。他在一次和清軍作戰間，因為妒恨先鋒陳洪的戰功而將其射殺。咸丰十一年（1861年），被陈金釭封为大洪国元帅，同治元年（1862年）春，他佔領羅定泗淪後，當地一鄭氏大族請求保護，他答應了。之後，鄉民大犒義軍，而他卻在飽醉後下令燒殺村中男女，共約五千人。同治二年四五月間，廣東陸路提督昆壽調重兵攻擊信宜，他動搖下派出心腹見昆壽表達降意，並勸陳金釭投降，被陳所痛斥。九月七日，他將陳軟禁。十五日，清兵佔領信宜城，大洪国自此灭亡。
降清後，他得到了五品軍功銜。昆壽讓他率領其舊部為一營，號安勇營，並參加圍剿太平天國部隊，攻克廣西岑溪，賞都司銜，改名鄭紹忠，後被提為羅地協副將。光緒二年，賜為秩一品，穿仙鶴補服。光緒五年又因鎮壓海南島起事用功，授黃馬褂。十年，署理廣東陸路提督，率兵轉戰福建，廣西省，鎮壓起事。十五年改授湖南提督，封振威將軍。十七年，調返廣東，封光祿大夫，賞花翎紅頭頂戴，任廣東水師提督，封振威將軍，駐虎門。二十年，他六十歲大壽時，慈禧賜了親筆手書壽字和一碧綠玉雕大白菜，並賜兵部尚書銜。二十二年，病死。